# Municipio de Highland (condado de Gage)
El municipio de Highland (en inglés: Highland Township) es un municipio ubicado en el condado de Gage en el estado estadounidense de Nebraska. En el año 2010 tenía una población de 852 habitantes y una densidad poblacional de 9,21 personas por km².

## Geografía
El municipio de Highland se encuentra ubicado en las coordenadas 40°28′22″N 96°43′57″O / 40.47278, -96.73250. Según la Oficina del Censo de los Estados Unidos, el municipio tiene una superficie total de 92.55 km², de la cual 91,94 km² corresponden a tierra firme y (0,66 %) 0,61 km² es agua.

## Demografía
Según el censo de 2010, había 852 personas residiendo en el municipio de Highland. La densidad de población era de 9,21 hab./km². De los 852 habitantes, el municipio de Highland estaba compuesto por el 98,83 % blancos, el 0,82 % eran amerindios, el 0,12 % eran asiáticos y el 0,23 % eran de una mezcla de razas. Del total de la población el 0,82 % eran hispanos o latinos de cualquier raza.